# Bernardston
Bernardston és una població dels Estats Units a l'estat de Massachusetts. Segons el cens del 2000 tenia 2.155 habitants.

## Demografia
Segons el cens del 2000, Bernardston tenia 2.155 habitants, 848 habitatges, i 603 famílies. La densitat de població era de 35,5 habitants per km².
Dels 848 habitatges en un 31,5% hi vivien nens de menys de 18 anys, en un 58,4% hi vivien parelles casades, en un 9,6% dones solteres, i en un 28,8% no eren unitats familiars. En el 22,1% dels habitatges hi vivien persones soles el 10,4% de les quals corresponia a persones de 65 anys o més que vivien soles. El nombre mitjà de persones vivint en cada habitatge era de 2,52 i el nombre mitjà de persones que vivien en cada família era de 2,95.
Per edats la població es repartia de la següent manera: un 22,9% tenia menys de 18 anys, un 5,9% entre 18 i 24, un 26,9% entre 25 i 44, un 28,1% de 45 a 60 i un 16,2% 65 anys o més.
L'edat mediana era de 42 anys. Per cada 100 dones de 18 o més anys hi havia 92,1 homes.
La renda mediana per habitatge era de 45.259 $ i la renda mediana per família de 53.125$. Els homes tenien una renda mediana de 35.071 $ mentre que les dones 22.377$. La renda per capita de la població era de 20.959$. Entorn del 2,8% de les famílies i el 4,4% de la població estaven per davall del llindar de pobresa.